# عیار ۱۴
عیار ۱۴ فیلمی به کارگردانی، نویسندگی و تهیه‌کنندگی پرویز شهبازی محصول سال ۱۳۸۷ است.

## خلاصه فیلم
داستان این فیلم درباره مردی است که سال‌ها قبل با زیرکی خود را از مخمصه‌ای رهانیده، اما با بازگشت غریبه‌ای به شهر کوچک محل سکونتش، به دردسر می‌افتد.

## جشنواره‌ها
- فیلم عیار ۱۴ در بیست و هفتمین دوره جشنواره فیلم فجر (۱۳۸۷) در بخش مسابقه سینمای ایران جایزه ویژه هیأت داوران (سیمرغ بلورین) را کسب کرده‌است.[۳]

- همچنین این فیلم در ۳ بخش بهترین نقش اول مرد (محمدرضا فروتن)، بهترین نقش دوم مرد (کامبیز دیرباز) و بهترین فیلم‌نامه (پرویز شهبازی) کاندیدا جشنواره بوده‌اند.[۴]